# Calebasses
Koordinaten: 20° 7′ S, 57° 33′ O
Calebasses ist eine Ortschaft („Village“) im Norden von Mauritius. Sie ist Teil des Distrikts Pamplemousses und gehört administrativ zur Village Council Area (VCA) Calebasses. Bei der Volkszählung 2011 hatte der Ort 4816 Einwohner.
Der Ort liegt am Tombeau River. Die Landstraße A4 von Calebasses nach Pamplemousses überquert den Fluss über die 1865 erbaute Brücke Pont Mailard. Kurz hinter der Brücke findet sich das 1977 gegründete Droopnath Ramphul State College.
Im Ort besteht die Moschee Masjid Calebasses und mehrere Hindutempel aus dem Jahr 1914. 1991 wurde ein Schwimmbad mit einem 25-Meter-Becken eröffnet. 1888 erbauten die Schwestern der Congrégation des Filles de Marie ein Krankenhaus in Calebasses. Heute ist es im Besitz der ONG, einer hinduistischen caritativen Organisation und wird als Altenheim mit 140 Plätzen genutzt. 1942 gründeten die Kleinbauern die örtliche Kreditgenossenschaft.